# Batalha de Pistoia
A Batalha de Pistoia ocorreu em fevereiro de 62 a.C., e foi o último confronto entre Sérgio Catilina e o cônsul Cícero, que colocou fim a Segunda Conspiração Catilinária.
Em novembro de 63 a.C. Cícero discursou no Senado romano acusando Catilina de ter enviado assassinos em sua casa durante a madrugada a fim de matá-lo, e proferiu o célebre discurso Quousque tandem (Até quando, Catilina, abusarás de nossa paciência?). Em 3 de dezembro o cônsul conseguiu um mandado de prisão contra Públio Cornélio Lêntulo Sura, Caio Cornélio Cetego e mais cinco conspiradores de alta linhagem, mas poupou Catilina, que após o discurso de Cícero, tratou de sair de Roma de forma discreta, indo se juntar as suas tropas na região da Toscana.
Em dezembro, tropas lideradas pelo cônsul C. Antônio Híbrida partiram de Roma em direção a Toscana com o objetivo de aniquilar Catilina, enfrentando-os em fevereiro de 62 a.C., numa região próxima à Pistoia. Catilina e 3 mil correligionários foram vencidos numa batalha onde nenhum dos conspiradores se rendeu, morrendo todos ao final.